# Centro LGTBI de Barcelona
El Centro LGTBI de Barcelona es un espacio municipal de referencia en temática LGTBI situado en Barcelona. Es el primero de su tipo en España, y su finalidad es promover el derecho efectivo a la diversidad sexual y de género de la población.

## Servicios
El centro ofrece un amplio catálogo de servicios de información, orientación y atención directa, en coordinación con las principales asociaciones del colectivo LGBT+ y demás servicios municipales. El personal del Centro LGTBI está formado por un equipo multidisciplinar de profesionales de la psicología, el trabajo social, el derecho, la salud y la gestión comunitaria, entre otros perfiles.
Desde enero de 2019 a mayo de 2022, se atendieron a un total de 1.408 personas, de las cuales 446 recibieron atención psicológica, 321 recibieron atención orientada a personas trans y 606 recibieron asesoramiento jurídico. Por otra parte, el centro recibió más de 10.000 consultas y organizó 1.309 actividades dentro de su programa cultural, en las que participaron un total de 67.749 personas.

## Historia
Se inauguró el 19 de enero de 2019, bajo el cumplimiento de las actuaciones prioritarias que contemplaba el Plan Municipal para la Diversidad Sexual y de Género 2016-2020, elaborado por la Concejalía de Feminismos y LGTBI del Ayuntamiento de Barcelona. A finales de mayo de 2018 el Ayuntamiento de Barcelona firmó el primer convenio de gestión cívica del Centro LGTBI de Barcelona con la Federació Plataforma d'Entitats LGTBI de Catalunya. A mediados de junio de 2022, se renovó hasta el año 2025.
El Centro LGTBI ha sufrido varios ataques desde que se inauguró. El primero tuvo lugar la madrugada del 27 de enero del 2019, en el que un grupo de personas sin identificar rompieron los cristales de la puerta de entrada y dejaron pintaron mensajes LGTBIfóbicos y símbolos fascistas en su fachada.  Este ataque fue condenado por el Ayuntamiento de Barcelona y el Observatorio Contra la Homofobia, y al día siguiente se concentraron más de un millar de personas para mostrar su rechazo al ataque. El Ayuntamiento presentó una denuncia ante la Fiscalía de Delitos de Odio y aunque se abrió una investigación, tuvo que archivarse por la imposibilidad de identificar a los autores.